# Martin van den Brink
Martin van den Brink (Ede, 23 juli 1970) is een Nederlands rallycoureur woonachtig in Harskamp, die met name bekend is vanwege zijn deelnames aan Le Dakar.
In 2008 richtte hij de stichting Van de Brink Rallysport op. Met hoofdsponsor Mammoet wordt onder de naam Mammoet Rallysport een rallyteam onderhouden. Eerst werd gereden met Ginaf trucks. Later werd overgestapt naar Renault trucks. In de Dakar-rally van 2016 zag Van den Brink in de tweede etappe zijn truck in vlammen opgaan. In 2016 ging Van den Brink rijden in een Renault Sherpa (Renault CBH 385). Van den Brink reed in 2016 op een KTM motor de Merzouga Rally in Marokko. Hij eindigde op een 33ste plaats. In de Silk Way Rally van 2016 wist Van den Brink vijf etappes te winnen en beslag te leggen op de derde plaats in het eindklassement.
In de Dakar-rally van 2017 won hij samen met zijn Tsjechische copiloot Daniel Kozlovsky en mecanicien Marcel Blankestijn de tweede etappe. Na deze etappe ging hij ook aan de leiding in het algemeen klassement. De volgende etappes verloor hij echter zeer veel tijd. Hij wist vervolgens wel weer de achtste etappe te winnen.
In de Dakar-rally van 2019 moest hij in de tweede etappe opgeven vanwege motorproblemen. In 2021 behaalde van den Brink in de Dakar-rally van 2021 de 8ste plek.